# 丹麥—意大利關係
丹麥–義大利關係是指丹麥和義大利現在和歷史上的關係。兩國在各自首都均設有大使館，兩國都是歐盟和北約成員國。 

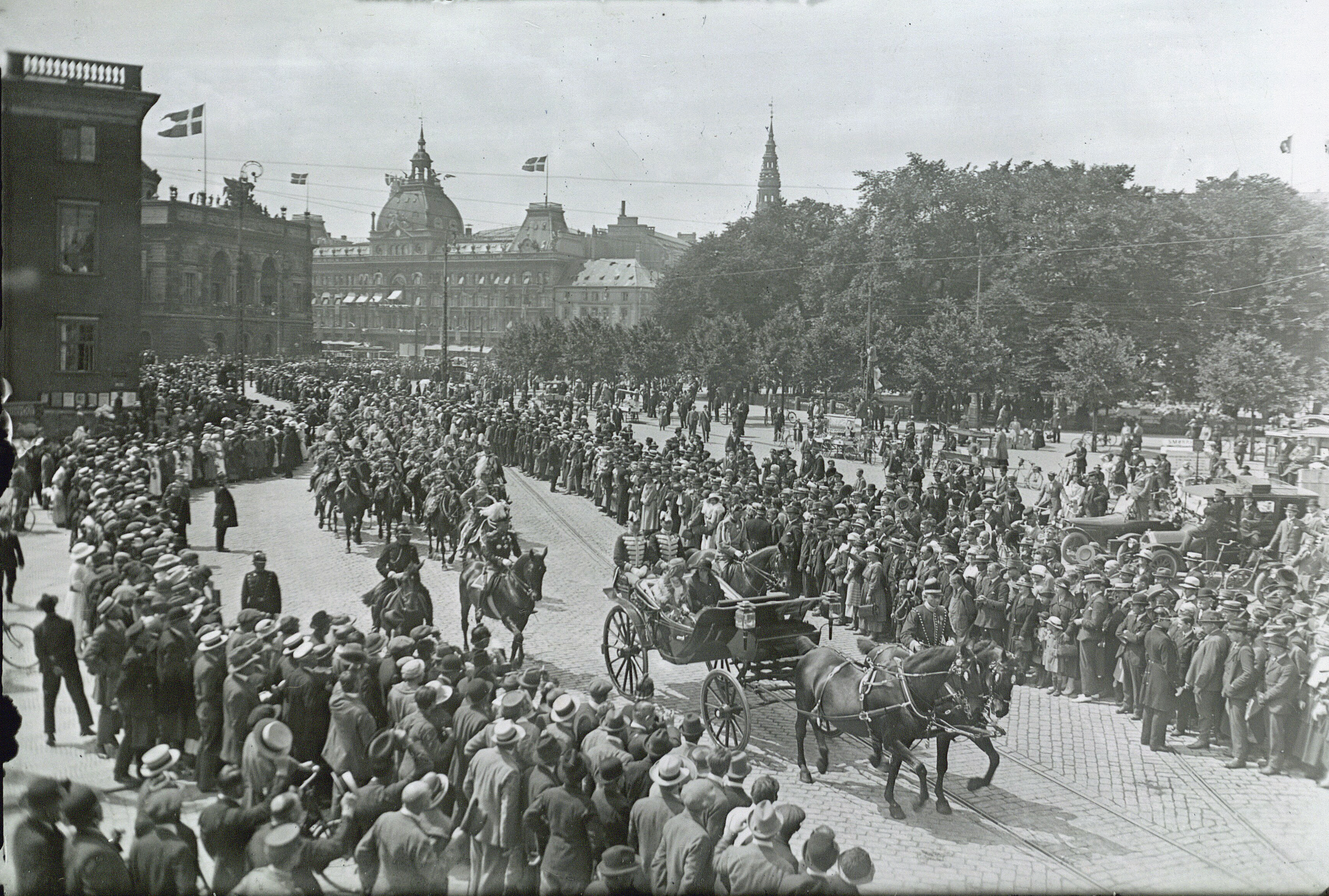
The Italian royal couple riding through Copenhagen (1922).

外交關係於 1861 年 9 月 2 日建立，關係被描述為“友誼與合作的堅實紐帶”。兩國之間的關係基於共同的歐洲使命。
此外，自1960年代以來，兩國還開展了密切的文化交流。

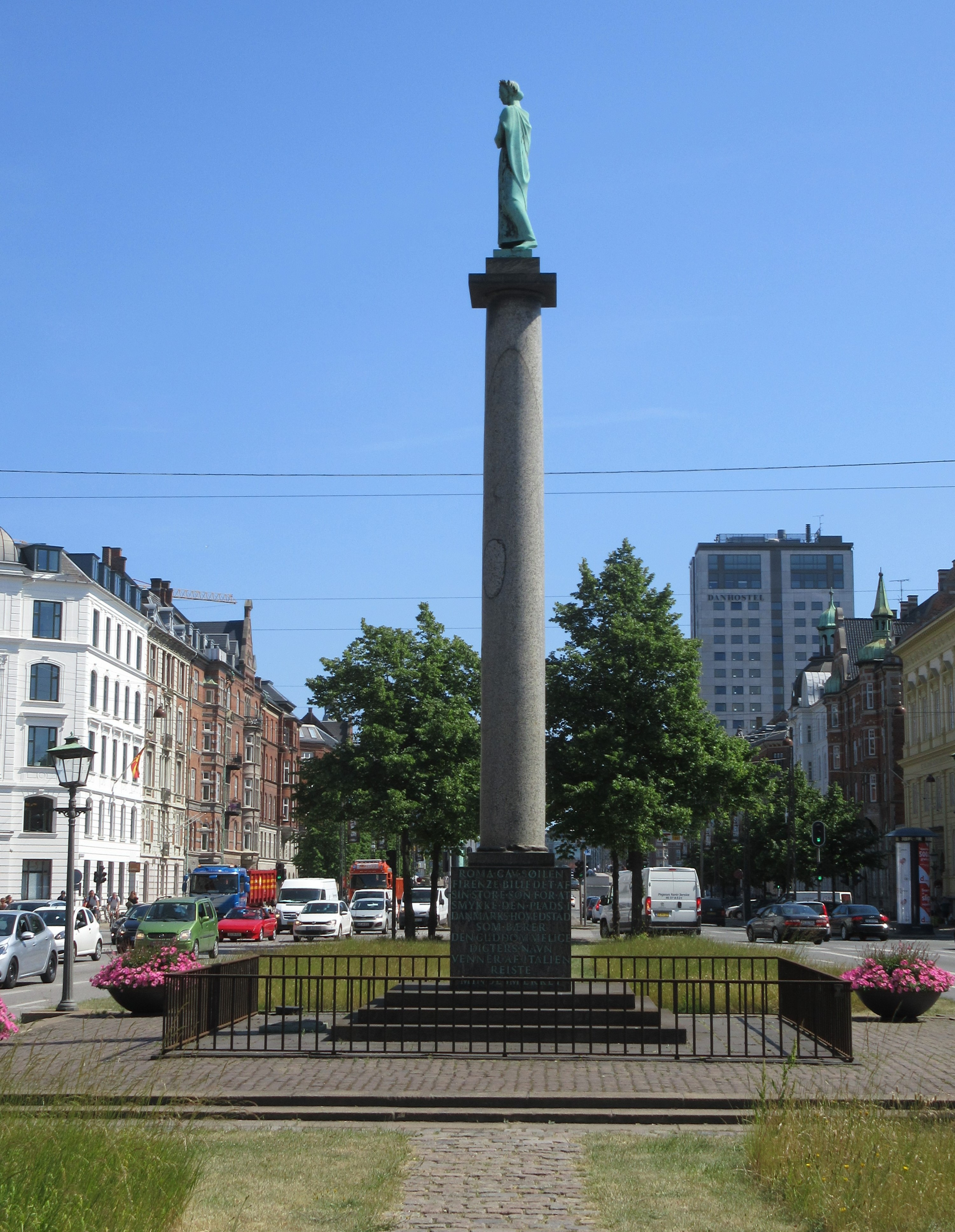
哥本哈根的但丁紀念柱——這座紀念碑於 1922 年為紀念但丁逝世 600 週年而豎立。國王克里斯蒂安十世和國王維克托伊曼紐爾三世出席了此次典禮。

## 延伸閱讀
- Montelius, Oscar, , The Journal of the Anthropological Institute of Great Britain and Ireland 30, 1900, 30
- Hammond, Susan Lewis. . Scandinavian Studies. 2005, 77 (3)  [2023-02-28]. JSTOR 40920604. （原始内容存档于2022-11-13）.
- Franza, Carlo, , Giornale Diplomatico, 12 April 2022  [2023-02-28], （原始内容存档于2022-11-20） （意大利语）